# Léon van Bon
Léon Hendrik Jan van Bon (nascido em 28 de janeiro de 1972) é um ex-ciclista holandês, que conquistou a medalha de prata na corrida por pontos nos Jogos Olímpicos de Verão de 1992 em Barcelona, Espanha. Ele ganhou sua primeira corrida principal aos profissionais em 1998, vencendo o Vattenfall Cyclassics. Em 2001, ele reivindicou a vitória geral na Volta aos Países Baixos. Van Bon aposentou-se em 2013.
Tornou-se profissional em 1993 e permaneceu até 2012.